# Серфидженски санджак
Серфиджийският санджак (на турски: Sancak-i/Liva-i Serfiğe; на гръцки: Σαντζάκι/Υποδιοίκησις Σερβίων) е санджак в Битолския вилает на Османската империя, обхващащ околностите на град Серфидже.

## История
Санджакът е формиран през 1881 година след гръцката анексанция на областта Тесалия (тогава Трикалски санджак), първоначално като независима провинция, а след 1889 година като част от Битолския вилает. През 1912 година провинцията се състои от 6 каази: Населица (Наслич), Серфидже, Кожани (Козана), Кайляри (Кайляр), Ляпчища, Гревена (Гребене) и Еласона (Аласоня). Санджакът е превзет и разтурен от гръцката армия през Балканската война в октомври 1912 година.